# Illadopsis
Illadopsis es un género de aves paseriformes perteneciente a la familia Pellorneidae. Todos sus miembros son nativos del África tropical.

## Especies
El género contiene las siguientes especies:
- Illadopsis albipectus – tordina pechiescamada;
- Illadopsis cleaveri – tordina capirotada;
- Illadopsis fulvescens – tordina parda;
- Illadopsis puveli – tordina de Puvel;
- Illadopsis pyrrhoptera – tordina montañesa;
- Illadopsis rufescens – tordina alirrufa;
- Illadopsis rufipennis – tordina pechipálida.